# Подфунктор
В теории категорий, подфунктор — специальный тип функтора в Set, использующий определение подмножества.

## Определение
Пусть C — категория и F — функтор из C в категорию множеств Set. Функтор G из C в Set — подфунктор F, если
1. для всех объектов c категории C G(c) ⊆ F(c), и
2. для всех стрелок f:c′→c категории C, G(f) — это ограничение F(f) на G(c′).

Это отношение часто записывают как G ⊆ F.
Например, пусть 1 — категория из одного объекта и одного морфизма. Функтор F:1→Set отображает единственный объект 1 во множествоS и тождественную стрелку 1- в тождественную функцию 1S. Легко видеть, что подфункторы F в точности соответствуют подмножествам S.

## Замечания
Подфункторы и в более общих ситуациях обобщают понятие подмножества. Например, если рассмотреть категорию C из открытых множеств некоторого топологического пространства по вложению, то контравариантным функторам в Set соответствуют предпучки на этом пространстве, то есть сопоставление каждому открытому подмножеству некоторого множества (например, множества функций) с соответствующими отображениями ограничения. В этом случае подфунктору соответствуют выбор подмонжества в каждом «множестве функций» таким образом, чтобы отображения ограничения «остались теми же». Например, предпучок гладких функций — подфунктор предпучка непрерывных функций.
Наиболее важный пример подфунктора — подфункторы функтора Hom. Пусть c — объект C, рассмотрим функтор Hom(−, c). Этот функтор сопоставляет объекту c′ категории C все морфизмы c′→c. Подфунктор Hom(−, c) сопоставит только некоторое подмножество морфизмов, с теми же морфизмами замены при переходе к другой точке c. Такой подфунктор называется решетом, и обычно используется при определении топологий Гротендика.